# Eledone microsicya
Eledone microsicya är en bläckfiskart som först beskrevs av Alphonse Trémeau de Rochebrune 1884.  Eledone microsicya ingår i släktet Eledone och familjen Octopodidae. Inga underarter finns listade i Catalogue of Life.